# Dietmar Elger
Dietmar Elger (* 1958 in Hannover) ist ein deutscher Kunsthistoriker und Kurator.

## Leben und Werk
Elger studierte Kunstgeschichte, Geschichte und Literaturwissenschaften an der Universität Hamburg. 1984 wurde er mit einer Arbeit über den Merzbau von Kurt Schwitters promoviert. Von 1984 bis 1985 war er Sekretär im Atelier des Malers Gerhard Richter, anschließend von 1985 bis 1988 wissenschaftlicher Mitarbeiter am Museum am Ostwall, Dortmund. Seit 1989 arbeitete Elger als Kustos für Malerei und Skulptur am Sprengel Museum Hannover. Er organisierte zahlreiche Ausstellungen zur modernen und zeitgenössischen Kunst und verfasste begleitende Ausstellungskataloge, unter anderen zu Richard Tuttle, Stephan Balkenhol, Félix González-Torres, Donald Judd, Ludger Gerdes und den Porträts von Andy Warhol.
Dietmar Elger gilt als einer der besten Kenner des Werks von Gerhard Richter. Er assistierte im Atelier des Künstlers und erarbeitete in dieser Zeit auch das erste Werkverzeichnis Bilder und Plastiken von Gerhard Richter (1986). 1998 kuratierte er die Ausstellung Gerhard Richter. Landschaften (1998) im Sprengel Museum Hannover. 2001 publizierte er Gerhard Richter. Firenze. Ein Jahr später erschien seine umfangreiche Biografie Gerhard Richter, Maler. Sie gilt als Standardwerk und wurde bereits ins Englische, Amerikanische, Französische und Japanische übersetzt. Im Moment arbeitet er am neuen Catalogue Raisonné der Bilder und Skulpturen von Gerhard Richter.
Im Februar 2006 wurde in Dresden das Gerhard Richter Archiv als ein Institut der Staatlichen Kunstsammlungen Dresden gegründet. Dietmar Elger leitet das Archiv von Anbeginn.

## Schriften
- Catalogue Raisonné der Bilder und Skulpturen von Gerhard Richter. Band 1: Werke von 1962 bis 1968. Ostfildern-Ruit 2011, ISBN 978-3-7757-1978-0.
- Catalogue Raisonné der Bilder und Skulpturen von Gerhard Richter. Band 2: Werke von 1968 bis 1975. Ostfildern-Ruit 2017, ISBN 978-3-7757-1979-7.
- Catalogue Raisonné der Bilder und Skulpturen von Gerhard Richter. Band 3: Werke von 1976 bis 1987. Ostfildern-Ruit 2013, ISBN 978-3-7757-1980-3.
- Catalogue Raisonné der Bilder und Skulpturen von Gerhard Richter. Band 4: Werke von 1988 bis 1994. Ostfildern-Ruit 2015, ISBN 978-3-7757-1981-0.
- Catalogue Raisonné. Volume 5: Nos. 806-899-8 1994–2006. Hatje Cantz, Berlin 2020, ISBN 978-3-7757-3230-7.
- Gerhard Richter. Maler Biografie und Werk. DuMont, Köln 2002, ISBN 3-8321-9065-1.
- Andy Warhol. Self-portraits. Hatje Cantz, 2004, ISBN 3-7757-1390-5.
- mit Lucius Grisebach: Keith Sonnier. Werke / Works. 1994, ISBN 3-89322-544-7.
- Felix Gonzales-Torres: Catalogue Raisonee. 2 Bände. Hatje Cantz, 1997, ISBN 3-89322-883-7.
- Gerhard Richter. Landschaften. Hatje Cantz, 2002, ISBN 3-7701-1772-7.
- Der Merzbau von Kurt Schwitters. Eine Werkmonographie. König, Köln 1999, ISBN 3-88375-362-9.
- Dietmar Elger, Hubertus Butin, Oskar Bätschmann: Gerhard Richter. Landschaften. Hrsg. von Dietmar Elger. Stuttgart 2011, ISBN 978-3-7757-2639-9 (englische Ausgabe: ISBN 978-3-7757-2639-9).